# 175 до н. е.

## Події
- Консулами Римської республіки були обрані Публій Муцій Сцевола та Марк Емілій Лепід. Вони успішно вели війну в Лігурії, зокрема зняли облогу з фортець Луна[it] та Піза, та відсвяткували тріумф.
- початок правління Антіоха IV — сирійського царя.

### Астрономічні явища
- 27 квітня. Часткове сонячне затемнення.[1]
- 26 травня. Часткове сонячне затемнення.[1]
- 20 жовтня. Часткове сонячне затемнення.[1]
- 19 листопада. Часткове сонячне затемнення.[1]

## Померли
- Селевк IV Філопатор — цар Держави Селевкідів у 187—175 до н. е.